# 도동사
도동사(道東祠)(道東祠)는 전북특별자치도 고창군 신림면 가평리에 있다. 2004년 6월 8일 고창군의 향토문화유산 제3호로 지정되었다.

## 지정 사유
도동사는 2003년도에 국가보훈처에서 현충시설로 지정되었다(관리번호 : 51-1-23) 이 건물은 상량문에 따르면 1928년에 건립되었다. 외삼문, 당강, 내삼문, 사우가 하나의 축 위에 자리하고 있으며 경내 주위는 기와를 얹은 한식 토석담장이 둘러져 있다. 사우는 정면3칸 측면2칸의 맞배집이며 박공면은 풍판을 시설했다. 장대석 두벌대 기단에 두번째 기둥열을 제외하고 모두 원형초석과 원기둥을 사용했다. 내부에는 의병대장 면암(勉菴) 최익현(崔益鉉)(대한민국 독립장 1호)선생을 주벽으로 독립군 참모총장 수남(秀南) 고진석(高石鎭, 건국훈장 애국장) 송재(松齊) 고용진(高龍鎭, 건국훈장 애국장)선생 등 대한민국 독립운동의 주역인 4분의 위패가 봉안되어 있다.